# Lánc (komplex analízis)
A komplex analízisben és az algebrai topológiában a lánc és a ciklus matematikai objektumok; a lánc a görbe, a ciklus a zárt görbe általánosítása. A komplex analízisben főként integrációhoz használják.
Az algebrai topológiában a lánc és a ciklus a homológiaelmélet speciális esetei. Ezt kiemelendő használják az 1-lánc és az 1-ciklus elnevezéseket is, mivel itt további általánosításokat is tekintenek, így szó esik p-láncról és p-ciklusról.

## Definíciók

### Lánc
Egy  {\displaystyle X:=\mathbb {C} }-beli lánc, illetve egy  {\displaystyle X} Riemann-felületen levő lánc formálisan értelmezve görbék egész számokkal vett lineáris kombinációja:
{\displaystyle \Gamma :=\sum _{i=1}^{k}n_{i}\gamma _{i}\quad n_{i}\in \mathbb {Z} }
ahol minden  {\displaystyle \gamma _{i}\colon [0,1]\to X} folytonos görbe. Az {\displaystyle X} halmaz láncai Abel-csoportot alkotnak az összefűzésre, ez a {\displaystyle C_{1}(X)} csoport.

### Integrálás láncon
Legyen {\displaystyle \omega } zárt komplex (1,0)-differenciálforma, ekkor a {\displaystyle \Gamma } láncon vett integrál nem más, mint
{\displaystyle \int _{\Gamma }\omega :=\sum _{i=1}^{k}n_{i}\int _{\gamma _{i}}\omega .}
Ha {\displaystyle X} éppen a komplex számsík, akkor az integrál a differenciálformák nélkül is értelmezhető. Ekkor ugyanis {\displaystyle \omega =f(z)\mathrm {d} z} alakban írható, ahol {\displaystyle f\colon D\subset \mathbb {C} \to \mathbb {C} } differenciálható függvény. Ezzel a definíció az
{\displaystyle \int _{\Gamma }f(z)\mathrm {d} z:=\sum _{i=1}^{k}n_{i}\int _{\gamma _{i}}f(z)\mathrm {d} z}.
alakot ölti.

### Ciklus
A ciklus egy olyan lánc, amiben minden {\displaystyle a\in \mathbb {C} } komplex szám multiplicitással ugyanannyiszor kezdő- mint végpont.
A definíció felírható a {\displaystyle \operatorname {Div} (X)} divizorcsoporttal. Legyen :{\displaystyle \partial \colon C_{1}(X)\to \operatorname {Div} (X)} egy leképezés! Egy {\displaystyle c\colon [0,1]\to X} görbe esetén helyettesíthetünk úgy, hogy {\displaystyle \partial c=0} legyen, ha {\displaystyle c(0)=c(1)}. Különben {\displaystyle \partial c} divizor, ami {\displaystyle c(1)}-ben a +1, {\displaystyle c(0)}-ban a -1 értéket veszi fel, különben nulla. Egy {\displaystyle \Gamma } lánc esetén {\displaystyle \partial } definíció szerint {\displaystyle \textstyle \partial \Gamma :=\sum _{i=1}^{n}n_{i}\partial \gamma _{i}}. A {\displaystyle \partial } leképezés magja
{\displaystyle Z_{1}(X):=\operatorname {Kern} (\partial )}
éppen a ciklusok csoportja.

### Körülfordulási szám
A lánc nyoma az egyes görbék képeinek uniója. Azaz,
{\displaystyle \operatorname {Spur} \,\Gamma :=\bigcup _{i=1}^{N}\operatorname {im} \,\gamma _{i}}.
Ha {\displaystyle D\subseteq \mathbb {C} }, akkor {\displaystyle \Gamma } ciklus {\displaystyle D}-ben pontosan akkor, ha {\displaystyle \operatorname {Spur} \,\Gamma \subseteq D}.
A körülfordulási számot a zárt görbéhez hasonlóan definiáljuk, de a nyomot használjuk, azaz 
{\displaystyle \operatorname {ind} _{\Gamma }(z):={\frac {1}{2\pi \mathrm {i} }}\int _{\Gamma }{\frac {\mathrm {d} \zeta }{\zeta -z}}\in \mathbb {Z} }.
A ciklus belseje azoknak a pontoknak a halmaza, ahol a körülfordulási szám nem nulla:
{\displaystyle \operatorname {Int} \,\Gamma :=\{z\in \mathbb {C} \setminus \operatorname {Spur} \,\Gamma :\operatorname {ind} _{\Gamma }(z)\neq 0\}}
Külseje pedig azokat a pontokat tartalmazza, ahol a körülfordulási szám eltűnik:
{\displaystyle \operatorname {Ext} \,\Gamma :=\{z\in \mathbb {C} \setminus \operatorname {Spur} \,\Gamma :\operatorname {ind} _{\Gamma }(z)=0\}}
Egy ciklus nullhomológ {\displaystyle D\subseteq \mathbb {C} }-ben, ha belseje része {\displaystyle D}-nek: {\displaystyle \operatorname {Int} \,\Gamma \subseteq D} Ez pontosan akkor teljesül, ha az összes {\displaystyle \mathbb {C} \setminus D} pont körülfordulási száma nulla.
Két ciklus, {\displaystyle \Gamma _{1}}, {\displaystyle \Gamma _{2}} homológ {\displaystyle D\subseteq \mathbb {C} }-ben, ha formális különbségük, {\displaystyle \Gamma _{1}-\Gamma _{2}} nullhomológ {\displaystyle D}-ben.

## Integráltételek
A láncok és ciklusok jelentőségét a komplex analízisben a görbe menti integrál általánosítása adja. A ciklusokra is bizonyítható a reziduumtétel, a Cauchy-féle integráltétel és a Cauchy-integrálképlet.
A Stokes-tétel is igazolható. Legyen {\displaystyle \Gamma } lánc {\displaystyle X}-ben, legyen {\displaystyle \Gamma } minden {\displaystyle \gamma _{i}} görbéje sima, továbbá legyen {\displaystyle f\colon X\to \mathbb {R} } is sima. Ekkor a Stokes-tétel szerint
{\displaystyle \int _{\Gamma }\mathrm {d} f(z)\mathrm {d} z=\int _{\partial \Gamma }f(z)\mathrm {d} z},
ahol {\displaystyle \partial } az egy-ciklus szeletének lezárásoperátora, és {\displaystyle \mathrm {d} } a derivált.
A második integrál írható
{\displaystyle \int _{\partial \Gamma }f(z)\mathrm {d} z=\sum _{i=1}^{n}n_{i}f(z)|_{\gamma _{i}(0)}^{z\,=\gamma _{i}(1)}=\sum _{i=1}^{n}n_{i}\left(f(\gamma _{i}(1))-f(\gamma _{i}(0)\right)}
alakban is. Ha {\displaystyle \Gamma } sima görbékből álló ciklus, akkor a tétel egyszerűsíthető:
{\displaystyle \int _{\Gamma }\mathrm {d} f(z)\mathrm {d} z=0},
mivel ekkor az {\displaystyle \textstyle \sum _{i=1}^{n}n_{i}\left(f(\gamma _{i}(1))-f(\gamma _{i}(0)\right)} összeg lenullázódik.

## A homológiaelméletben
A lánc és a ciklus topológiai objektum is. Az algebrai topológiában p-láncok komplexusait vizsgálják, és ezekből homológiacsoportokat képeznek. Ezek topológiai invariánsok. Különösen fontos a szinguláris homológiacsoportok homológiaelmélete.
A homológiaelméletben a cikkben definiált lánc a szinguláris komplexus 1-lánca, ami egy bizonyos lánckomplexus. A ciklus szakaszban definiált {\displaystyle \partial \colon C_{1}(X)\to \operatorname {Div} (X)} operátor a szinguláris komplexus peremoperátora, és a divizorok csoportja emiatt a nulla-láncok csoportjával izomorf. A ciklusok csoportja, mint az {\displaystyle \partial }  peremoperátor magja 1-ciklus a lánckomplexus értelmében.
A peremoperátor magva mellett tekinthetjük az operátor képét is, és ebből a két halmazból  homológiacsoport konstruálható. Szinguláris komplexus esetén szinguláris homológiát kapunk. Ebben a kontextusban a nullhomológ lánc és a homológ lánc is absztraktabbá válik.

## Fordítás
Ez a szócikk részben vagy egészben  a   Zyklus (Funktionentheorie) című német Wikipédia-szócikk fordításán alapul.  Az eredeti cikk szerkesztőit annak laptörténete sorolja fel. Ez a jelzés csupán a megfogalmazás eredetét és a szerzői jogokat jelzi, nem szolgál a cikkben szereplő információk forrásmegjelöléseként.